# Wereldkampioenschappen boogschieten 2019
De wereldkampioenschappen boogschieten 2019 waren door de Fédération Internationale de Tir à l'Arc (FITA) georganiseerde kampioenschappen voor boogschutters. De 50e editie van de wereldkampioenschappen vond plaats in de Nederlandse stad 's-Hertogenbosch van 10 tot en met 16 juni 2019.

## Medailles

### Recurve
| Onderdeel             | Goud | Goud                                     | Zilver | Zilver                                       | Brons | Brons                                     |
| --------------------- | ---- | ---------------------------------------- | ------ | -------------------------------------------- | ----- | ----------------------------------------- |
| Mannen (individueel)  | USA  | Brady Ellison                            | MYS    | Khairul Anuar Mohamad                        | BAN   | Ruman Shana                               |
| Mannen (team)         | CHN  | Ding Yiliang Feng Hao Wei Shaoxuan       | IND    | Atanu Das Pravin Ramesh Jadhav Tarundeep Rai | KOR   | Kim Woo-jin Lee Seung-yun Lee Woo-seok    |
| Vrouwen (individueel) | TPE  | Lei Chien-ying                           | KOR    | Kang Chae-young                              | KOR   | Choi Mi-sun                               |
| Vrouwen (team)        | TPE  | Lei Chien-ying Peng Chia-mao Tan Ya-ting | KOR    | Chang Hye-jin Choi Mi-sun Kang Chae-young    | GBR   | Sarah Bettles Naomi Folkard Bryony Pitman |
| Gemengd team          | KOR  | Kang Chae-young Lee Woo-seok             | NED    | Sjef van den Berg Gaby Schloesser            | ITA   | Vanessa Landi Mauro Nespoli               |

### Compound
| Onderdeel             | Goud | Goud                                   | Zilver | Zilver                                     | Brons | Brons                                       |
| --------------------- | ---- | -------------------------------------- | ------ | ------------------------------------------ | ----- | ------------------------------------------- |
| Mannen (individueel)  | USA  | James Lutz                             | NOR    | Anders Faugstad                            | KOR   | Kim Jong-ho                                 |
| Mannen (team)         | KOR  | Choi Yong-hee Kim Jong-ho Yang Jae-won | TUR    | Süleyman Araz Evren Çağıran Muhammed Yetim | NED   | Peter Elzinga Sil Pater Mike Schloesser     |
| Vrouwen (individueel) | RUS  | Natalja Avdejeva                       | USA    | Paige Pearce                               | IND   | Jyothi Surekha Vennam                       |
| Vrouwen (team)        | TPE  | Chen Li-ju Chen Yi-hsuan Huang I-jou   | USA    | Cassidy Cox Paige Pearce Alexis Ruiz       | IND   | Raj Kaur Muskan Kirar Jyothi Surekha Vennam |
| Gemengd team          | KOR  | Kim Jong-ho So Chae-won                | FRA    | Pierre-Julien Deloche Sophie Dodemont      | TPE   | Chen Chieh-lun Chen Yi-hsuan                |

### Medaillespiegel
| Plaats | Land                | Goud | Zilver | Brons | Totaal |
| 1      | Zuid-Korea          | 3    | 2      | 3     | 8      |
| 2      | Chinees Taipei      | 3    | 0      | 1     | 4      |
| 3      | Verenigde Staten    | 2    | 2      | 0     | 4      |
| 4      | China               | 1    | 0      | 0     | 1      |
| 4      | Rusland             | 1    | 0      | 0     | 1      |
| 6      | India               | 0    | 1      | 2     | 3      |
| 7      | Nederland           | 0    | 1      | 1     | 2      |
| 8      | Frankrijk           | 0    | 1      | 0     | 1      |
| 8      | Maleisië            | 0    | 1      | 0     | 1      |
| 8      | Noorwegen           | 0    | 1      | 0     | 1      |
| 8      | Turkije             | 0    | 1      | 0     | 1      |
| 12     | Bangladesh          | 0    | 0      | 1     | 1      |
| 12     | Italië              | 0    | 0      | 1     | 1      |
| 12     | Verenigd Koninkrijk | 0    | 0      | 1     | 1      |
| Totaal | Totaal              | 10   | 10     | 10    | 30     |